# Andreas Libavius
Andreas Libavius (Halle, Sacre Imperi, 1546 - Coburg, Sacre Imperi, 25 de juliol de 1616) va ser un metge i alquimista alemany. Libavius va néixer com Andreas Libau. Va treballar com a professor en Ilmenau i Coburg, i va ser professor a Jena el 1588. El 1597, va escriure el primer llibre sistemàtic de química, Alchemia, que incloïa instruccions per a la preparació de diversos àcids forts. Algunes de les seves obres les va publicar sota el pseudònim de Basilius de Varna. Va donar classes d'història natural a Cobourg i va realitzar importants aportacions a la química. Va descobrir la propietat del rovell d'or de donar color vermell al vidre i també el clorur d'estany, que després es va conèixer amb el nom de licor de Libavius. És considerat com un precursor dels fundadors de la química moderna. Va escriure "Neo-Paracelsica", "Tractatus duo physici", "Alchimia", "Schediasmata medica et phylosophica", "Commentationum metallicarum libri IV, Epitome metallica" i "Praxi alchimio", entre altres obres.
Va morir en Coburg.